# Alpinia martini
Alpinia martini är en enhjärtbladig växtart som beskrevs av Rosemary Margaret Smith. Alpinia martini ingår i släktet Alpinia och familjen Zingiberaceae. Inga underarter finns listade i Catalogue of Life.